# Ed Fleming
Edward Rufus "Ed" Fleming (Pittsburgh, Pensilvania, 25 de julio de 1933-Greensburg, Pensilvania, 10 de abril de 2002) fue un jugador de baloncesto estadounidense que disputó cinco temporadas en la NBA, además de jugar posteriormente en la EPBL. Con 1,88 metros de estatura, lo hacía en la posición de base.

## Trayectoria deportiva

### Universidad
Jugó durante 4 temporadas con los Purple Eagles de la Universidad de Niágara, en las que promedió 15,0 puntos y 8,7 rebotes por partido. Durante su segunda temporada, jugó los 70 minutos al completo de un partido con 6 prórrogas ante Siena, lo que hizo que cambiara su número de la camiseta por el 70 sus dos últimas temporadas, e incluso en una como profesional. Acabó su carrera como líder histórico en anotación de su universidad, ocupando en la actualidad la quinta posición.

### Profesional
Fue elegido en la decimoctava posición del Draft de la NBA de 1955 por Rochester Royals, donde en su primera temporada fue uno de los jugadores más destacados de su equipo, promediando 12,5 puntos, 6,9 rebotes y 2,8 asistencias por partido.
Tras una temporada más en los Royals, en 1957 fue traspasado, junto con Bob Burrow, Don Meineke, Art Spoelstra y los derechos sobre Rod Hundley a los Minneapolis Lakers, a cambio de Clyde Lovellette y Jim Paxson Sr.. Allí jugó tres temporadas, disputando en 1959 las Finales de la NBA en las que cayeron ante los Boston Celtics. Fleming promedió ese año 6,5 puntos y 4,0 rebotes por partido.
Tras quedarse sin equipo en la NBA, jugó durante tres temporadas en los Wilkes-Barre Barons de la EPBL, y una más en los Sunbury Mercuries antes de retirarse definitivamente.

## Estadísticas de su carrera en la NBA

### Temporada regular
| Temporada | Edad | Equipo             | Liga | P   | TIT | MIN  | TC  | TCA  | %TC  | 3P | 3PA | %3P | TL  | TLA | %TL  | R.OF. | R.DEF. | REB | ASIS | ROB | TAP | PER | FP  | PTS  |
| 1955-56   | 22   | Rochester Royals   | NBA  | 71  |     | 28.6 | 4.3 | 11.6 | .371 |    |     |     | 3.9 | 5.2 | .745 |       |        | 6.9 | 2.8  |     |     |     | 2.5 | 12.5 |
| 1956-57   | 23   | Rochester Royals   | NBA  | 51  |     | 18.2 | 2.1 | 7.1  | .299 |    |     |     | 2.7 | 3.7 | .728 |       |        | 3.6 | 1.6  |     |     |     | 1.8 | 7.0  |
| 1957-58   | 24   | Minneapolis Lakers | NBA  | 72  |     | 23.4 | 3.1 | 9.1  | .345 |    |     |     | 2.5 | 3.5 | .710 |       |        | 6.8 | 1.9  |     |     |     | 3.1 | 8.8  |
| 1958-59   | 25   | Minneapolis Lakers | NBA  | 71  |     | 15.9 | 2.3 | 5.9  | .387 |    |     |     | 1.9 | 2.7 | .721 |       |        | 4.0 | 1.3  |     |     |     | 2.1 | 6.5  |
| 1959-60   | 26   | Minneapolis Lakers | NBA  | 27  |     | 15.3 | 2.2 | 5.2  | .418 |    |     |     | 2.0 | 2.6 | .768 |       |        | 3.2 | 1.4  |     |     |     | 1.7 | 6.3  |
| Total     |      |                    | NBA  | 292 |     | 21.2 | 3.0 | 8.2  | .359 |    |     |     | 2.7 | 3.7 | .731 |       |        | 5.2 | 1.9  |     |     |     | 2.4 | 8.6  |

### Playoffs
| Temporada | Edad | Equipo             | Liga | P  | MIN | TCA | TC | 3PA | 3P | TLA | TL | R.OF. | REB | ASIS | ROB | TAP | PER | FP | PTS | %TC  | %3P | %FT  | MIN  | PTS | REB | AST |
| 1958-59   | 25   | Minneapolis Lakers | NBA  | 13 | 178 | 27  | 77 |     |    | 22  | 25 |       | 39  | 18   |     |     |     | 32 | 76  | .351 |     | .880 | 13.7 | 5.8 | 3.0 | 1.4 |
| Total     |      |                    | NBA  | 13 | 178 | 27  | 77 |     |    | 22  | 25 |       | 39  | 18   |     |     |     | 32 | 76  | .351 |     | .880 | 13.7 | 5.8 | 3.0 | 1.4 |